# Ataque de nervios
Ataque de nervios (pronúncia espanhola: [aˈtake ðe ˈneɾβjos]) ou síndrome porto-riquenha é uma síndrome caracterizada por perturbação emocional intensa. A condição aparece no Apêndice da quinta edição do Manual Diagnóstico e Estatístico de Transtornos Mentais (DSM-V) como uma síndrome ligada à cultura e um conceito cultural de sofrimento.
A síndrome porto-riquenha geralmente é entendida como uma expressão de mulheres adultas e que ocorre como um resultado direto de estresse relacionado à algum evento na família. Uma frequência maior da presença da síndrome foi encontrada em indivíduos que passaram por abuso infantil em contraste as pessoas que não passaram por nenhum tipo de trauma na infância.

## Classificação
Frequentemente o ataque de nervios e o transtorno do pânico são confundidos, mas eles são síndromes com grandes diferenças entre si, uma vez que no ataque de nervos os episódios são provocados por um evento perturbador na vida da pessoa, normalmente esse evento esta relacionado à sua família (p. ex.: a morte de um familiar querido, brigas parentais, etc.) Alguns latinos podem ser diagnosticados incorretamente com transtorno do pânico ao em vez do ataque de nervos ou vice-versa.

## Sintomas
Os sintomas de um ataque de nervios geralmente ocorrem em resposta a um fator estressor psicossocial severo. Sintomas incluem comportamento dramático e impulsivo, tais como:
- Gritar e chorar incontrolavelmente;
- Nervosismo e tremedeira;
- Agressividade física e/ou verbal;
- Quebrar e/ou tacar objetos
- Comportamento convulsivo;
- Síncope;
- Amnésia dissociativa;
- Alucinações;
- Psicoses breves.

Todos estes sintomas foram relatados por pessoas portadoras desta síndrome.

## História
A síndrome foi mencionada pela primeira vez depois de estudos conduzidos por psiquiatras estadunidenses que mantiveram o foco na assistência médica para populações latinas, principalmente os porto-riquenhos que moravam nos Estados Unidos.